# 沱江級巡邏艦
沱江級巡邏艦是中華民國海軍的匿蹤雙船體飛彈巡邏艦，可與光華六號飛彈快艇混編執行反艦與反船團任務，將以「一艘換一艘」的形式陸續替換錦江級巡邏艦，大幅提升中華民國海軍的反水面作戰能力。沱江級巡邏艦目前隸屬於海軍一三一艦隊，駐地為基隆港。

## 發展

### 原型艦
2010年代後，中國人民解放軍海軍逐漸由近海防禦為主的綠水海軍轉變為具備遠洋作戰能力的藍水海軍，對中華民國國軍的壓力也日益增長。為因應新型態的威脅，中華民國海軍於2009年提出7至11艘500噸級匿蹤飛彈巡邏艦的建造計畫，代號為「迅海計畫」。翌年四月，時任國防部常務次長林於豹中將於立法院第七屆第四會期質詢時表示迅海計畫的船體設計已經完成，預計於同年招標建造原型艦。迅海計畫的想像圖也於國軍歷史文物館的「海上長城－海軍司令部特展」中展出，圖中的迅海艦為具備穿浪艏的匿蹤雙體船，配備雄風二型與雄風三型飛彈發射箱、一座方陣近迫武器系統與一門具備匿蹤砲塔殼的奧托梅萊拉76公厘艦炮。國防部規劃先以新台幣20餘億元建造一艘原型艦進行測試，確定構型後即量產十至十二艘。
2012年4月24日，迅海計劃原型艦建造案由台灣民營造船業者龍德造船得標，並於5月開始建造。該艦於2014年12月23日在蘇澳港13號碼頭舉行交艦典禮，並被命名為「沱江」，以紀念1958年在九二海戰立下戰功的沱江號驅潛艦。次年1月，沱江軍艦於春節戰備巡弋時首度公開展示高達41節的航速，時任海軍艦隊指揮部指揮官黃曙光中將也向媒體表示沱江級巡邏艦將與光華六號飛彈快艇及錦江級巡邏艦共同擔負近海快速反應部隊的角色。

### 量產
2016年6月，中華民國海軍司令部公布了「高效能艦艇後續量產」計畫的性能需求：
- 5級海象下可正常執行任務，7級海象下結構與穩度無航安顧慮。

- 艦體採斜板式、包覆式設計，並針對艦體熱源採抑制設計。

- 艦體採高強度與質輕之船體結構建造。

- 核生化防護採氣密設計，重要艙間設置防護區，防護區採內循環通風增長滯留能力；另設置人員沖洗站及噴灑系統。

該量產計畫以「高效能艦艇後續量產案（第一批）」的名義被編入2017年度國防預算，預計於2017年至2025年間建造3艘沱江級巡邏艦。海巡署也計畫採購12艘以沱江級巡邏艦為基礎的高速雙體巡邏艦以執行任務。該型巡邏艦平時不會裝備武器，僅保留武器配置空間，戰時可在短時間內裝設武器系統以執行作戰任務。
2018年8月，中華民國海軍與中山科學研究院簽訂委製協議書，中科院將負責執行首批3艘防空型沱江級巡邏艦的戰系及載台生產。11月14日，中科院宣布載台建造標案由龍德造船得標，而龍德造船也於同年底舉行蘇澳港區六廠開工典禮。由於可同時建造4艘沱江級艦，該廠房將在沱江級後續艦的量產計畫中扮演重要角色。11月30日，立法院外交與國防委員蔡適應表示11艘量產型沱江級巡邏艦將分為兩批次生產，且全案將提前至2026年完成。此批後續艦將移除反潛裝備，構型也不再分為防空與反艦兩種。
2019年5月，海軍司令部參謀長敖以智於立法院表示首艘量產型沱江級巡邏艦將配備海劍二型防空飛彈與方陣快砲，且會在完工後進型戰術測評，通過後即開始建造第二與第三艘量產艦。龍德造船三廠於同月24日舉行該艦的開工典禮，並在2021年7月27日交付海軍，命名為「塔江」。國防部長邱國正於交艦典禮上表示塔江軍艦是海軍首艘具備區域防空火力的小型艦船，更是國軍遂行「防衛固守，重層嚇阻」戰略構想的關鍵戰力。沱江軍艦也於同年稍早至龍德造船廠執行入塢檢查作業，突顯海軍重視高效能艦艇策略性商維外，也逐漸接納立法院預算中心提出的「造修合一，全壽期管理」機制。
2021年11月23日，立法院通過近新台幣2,400億的「海空戰力提升計畫採購特別條例」，預計在2026年前完成全部12艘沱江級巡邏艦的量產。
2022年4月13日，由中華民國海軍於網路投票中選出10艘後續艦的艦名，分別為安江、萬江、旭江、柳江、富江、武江、浯江、丹江、蘭江及寶江。
2023年3月下旬，龍德造船得標第二批共5艘量產型沱江級巡邏艦的建造標案。

## 設計
沱江級巡邏艦在中華民國海軍編制內擔任攻擊艦艇的角色，可利用匿蹤與高速的特性迅速接近目標並發射大量飛彈。為提升生存性，本級艦設計的吃水較淺，可在大型軍港遭受攻擊時即可疏散至中小型漁港進行彈藥與油料補給，保存海軍制海能力。

### 艦體
沱江級巡邏艦的艦體與上層結構皆向內傾斜，且主砲、甲板設備、反艦飛彈發射箱與主桅皆採用匿蹤設計，可大幅降低雷达散射截面。塔江艦則將艦橋設計改為向外傾斜，富江艦等後續艦更將艦橋窗戶放大以利視野。為使艦體表面平整，沱江級巡邏艦採用美國建造濒海战斗舰時使用的雷射切割工作母機生產船段，並將四十多個船段精密焊接以組成船體。船體吃水結構部分則由磁性水雷無法吸附的鋁合金打造，大幅減低觸雷的機率。沱江軍艦的艦艉有兩個艙門，右側艙門內部為RHIB硬式橡皮艇收放設施，左側則是拖曳式陣列聲納布放艙門。量產艦則因沱江軍艦反潛效能不佳而取消聲納布放艙門。沱江軍艦後來也取消設置聲納。

### 動力系統
首艦沱江軍艦裝有2具柴油主機以驅動水噴射推進系統，排煙口則設在外部舷側水線處以降低廢氣的紅外線訊跡。量產艦則將柴油主機數量提升至四具以降低油耗並改善低負荷運轉時柴油主機的積碳現象:78，其排煙口也改設於雙船體的內側並加裝噴水霧設備以降低廢氣的煙塵與熱訊號，船體本身也可以遮擋排煙口的熱源，以達到紅外匿蹤的效果。
由於配備可由搖桿控制的噴水推進器，本型艦可在無風的狀況下於原地迴轉360度；此系統也使本型艦在港內不須依賴拖駁船，艦長則須持搖桿於舷側操控艦艇靠離港。

### 反制設備
沱江級巡邏艦配備T-MASS干擾彈系統，可干擾敵方反艦飛彈的尋標器以保護艦艇。該系統由萊茵金屬公司生產之多彈種軟殺系統（Multi Ammunition Softkill System, MASS）發展而來，曾以「衛江威脅預警自動反制系統」的名義於鄱江軍艦（PGG-614）上進行測試。其配備的CS/SWR-6D電偵系統與光電感測器可接收敵方雷達或雷射訊號並提供預警，再由整合於艦體內部的12具干擾彈發射器發射干擾彈以阻絕雷達波、紅外線、紫外線、雷射與可見光，使來襲飛彈的尋標器無法正常鎖定艦體。

### 裝備

#### 原型艦
沱江軍艦可攜帶8枚雄風二型次音速反艦飛彈與8枚雄風三型超音速反艦飛彈，艦艉有一座方陣近迫武器系統，艦橋上方則有一組CS/SPG-6N(T)射控雷達，可導引艦艏76公厘艦砲攻擊目標。在反潛能力方面，沱江軍艦的艦艉左側艙門內部裝有一組Exelis（後由L3Harris收購）生產之Model 980低頻主/被動拖曳式陣列聲納，可提供魚雷來襲預警。艦體兩側則分別裝有Mk 32型水面船艦魚雷管，裝填Mk 46 Mod 5型魚雷。後來皆因反潛效果不好而拆除。
國防部另評估將雄風二E巡弋飛彈整合至沱江軍艦的戰鬥系統中，以提升國軍對敵陸地目標的攻擊能力。

#### 量產艦
量產型沱江級巡邏艦的艦體後部裝有一座CS/SPS-2B對空搜索雷達，射控雷達更換為STIR，使其偵蒐能力超過沱江軍艦。在飛彈配置方面，量產型艦中段設有八組飛彈發射箱固定點，其中每個固定點可安裝一組2聯裝反艦飛彈發射箱（雄風二、雄風三）或一組8聯裝海劍二型防空飛彈發射箱。:78若任務需求包含防空，則艦上搭載16枚防空飛彈與12枚反艦飛彈；專注反艦任務時則可將兩組8聯裝防空飛彈發射箱更換為兩組2聯裝反艦飛彈發射箱，使反艦飛彈搭載量達到16枚。
由於原型艦在測試時被發現反潛效能不佳，量產型沱江級巡邏艦並未安裝魚雷發射管與拖曳式陣列聲納。

## 同級艦之設計差異
|          |                | 原型艦 | 量產艦 | 海巡署600噸級巡防艦 |
| -------- | -------------- | --- | --- | --- |
| 船体     | 排水量         | 502噸 | 685噸 | 750噸 |
| 船体     | 全長           | 60.4公尺 | 65公尺 | 65.4公尺 |
| 船体     | 全寬           | 14公尺 | 14.8公尺 | 14.8公尺 |
| 船体     | 吃水           | 2.3公尺 | 2.1公尺 | 2.1公尺 |
| 动力     | 最高速度       | 44節 | 45.1節 | 44.5節 |
| 动力     | 續航距離       | 2,000海里 | 1,800海里 | 3,250海里（12節） |
| 动力     | 主機（具）     | 2具MTU 20V4000M93L柴油機 4具Marine Jet Power CSU 850水噴射推進器 | 4具MTU 20V4000M93L柴油機 4具Marine Jet Power CSU 850水噴射推進器 | 2具MTU 20V4000M93L柴油機 4具HAMILTON HT900水噴射推進器 |
| 武器装备 | 偵搜系統       | CS/SPG-6N（S）二維對空搜索雷達1座 L3Harris Model 980主/被動可變深度聲納1具（已取消） CS/SPS-1平面搜索雷達1座                                                                       | CS/SPS-2B海蜂眼雷達1座 KCS/SPS-1平面搜索雷達1座 | X波段導航雷達 S波段導航雷達 FLIR SeaFLIR 280-HD紅外熱像儀 TrakkaBeam TLX-M搜索燈 |
| 武器装备 | 戰鬥與射控系統 | 迅聯作戰系統 CS/SPG-6N（T）X/Ku頻 整合追蹤、射控雷達1座 | 迅聯作戰系統 STIR 1.2 EO Mk2射控照明雷達1座（第一批） NA-30S MK2射控雷達1座（第二批）                                                                                  | 簡易版聯成射控系統 海巡智慧船舶指揮管理系統（CGICS） 光電射控儀 |
| 武器装备 | 武器系統       | 平時/戰時： 1門MK75 奧托梅萊拉76公釐艦炮 1座方陣近迫武器系統 8枚雄風二型反艦飛彈 8枚雄風三型反艦飛彈 2具三聯裝Mk 32型魚雷管（已取消） 2挺M2 12.7毫米重機槍 2挺T74 7.62毫米通用機槍 | 平時/戰時： 1門MK75 奧托梅萊拉76公釐艦炮 1座方陣近迫武器系統 8枚雄風二型反艦飛彈 8枚雄風三型反艦飛彈 16枚海劍二型防空飛彈 2挺M2 12.7毫米重機槍 2挺T74 7.62毫米通用機槍 | 平時： 1座鎮海火箭彈系統 1座近程自動化防禦武器系統 1門高壓水炮 戰時加裝： 1座雙聯裝刺針飛彈發射器 1座方陣近迫武器系統 8枚雄風二型反艦飛彈 8枚雄風三型反艦飛彈 2挺M2 12.7毫米重機槍 2挺T74 7.62毫米通用機槍 |
| 武器装备 | 電戰系統       | T-MASS干擾火箭發射器 CS/SWR-6電子支援系統（ESM） | T-MASS干擾火箭發射器 CS/SWR-6電子支援系統（ESM） | 無 |
| 作戰能力 | 作戰能力       | 短程防空與反艦作戰 | 中短程防空與反艦作戰 | 短程防空與反艦作戰 |

## 爭議

### 原型艦浮力不足
沱江軍艦因在艦上安裝大量裝備而導致過重，且在未滿載狀況下的吃水即到達載重線，顯示艦體本身具有浮力不足的重大設計瑕疵。這也使沱江軍艦在戰備巡邏狀態下僅能攜帶原定數量一半的反艦飛彈。
海軍公開的正式聲明表示：「沱江艦出現浮力不足等重大設計瑕疵因此停航絕非事實，沱江艦原本就採取模組化設計，可針對不同威脅來源，而有不同載重，原本就沒有要設計成外界所稱的『無敵戰艦』；對於載重等相關問題，海軍會再進行了解與討論；且沱江艦目前照表操課，近期就會再出航」。此亦即明確表示，沱江艦目前符合規畫功能，但其定型尚待經過測試驗證後再決定如何朝「快速、多元、模組、彈性」建立運用。

### 量產艦造價暴增
立法委員馬文君於立法院外交及國防委員會審查2019年度國防預算時指量產型沱江級巡邏艦的總價由新台幣21億元暴增至新台幣50億元，要求刪減預算，立法委員羅致政也要求海軍說明預算暴增的原因。時任海軍參謀長李宗孝表示原型艦的武器配備均由軍種（指中華民國海軍）提供，而量產艦需另外採購武器配備，導致平均單價暴增。
量產艦平均造價於「海空戰力提升計畫採購特別條例」預算案中進一步增加至新台幣62.9億元，立法委員馬文君批評海軍造艦是「越造越貴」，立法委員吳斯懷更指量產艦的單價暴增106％，逼近玉山級船塢運輸艦的造價。
對此，海軍參謀長蔣正國說明原物料價格自2015年開始規畫至執行時已上漲49％，輪機系統也上漲20％以上，才會使載台價格增加至新台幣18.2億元；戰鬥系統與彈藥價格增加則是因為增建雷達訓練台並增購0.5個基數的彈藥以因應敵情威脅，其中增購的彈藥價格即達6.7億元。海軍司令部同時表示全案均依海軍作戰需求及採購作業規定辦理，並非獨厚龍德造船廠。 此外原型艦使用兩具MTU 20V 4000 M93L發動機，量產艦使用4具MTU 20V 4000 M93L，也是造成價格差異的原因之一。

## 同級艦
資料來源
| 舷號                | 艦名   | 承造船廠 | 起造日期       | 安放龍骨日期   | 下水日期       | 交船日期         | 成軍日期       | 備註       |
| 原型艦              | 原型艦 | 原型艦   | 原型艦         | 原型艦         | 原型艦         | 原型艦           | 原型艦         | 原型艦     |
| ------------------- | ------ | -------- | -------------- | -------------- | -------------- | ---------------- | -------------- | ---------- |
| PGG-618             | 沱江   | 龍德造船 | 2012年11月2日  | 2013年3月22日  | 2014年3月14日  | 2014年12月23日   | 2015年3月31日  | 原型艦     |
| 量產艦 （第一批次） |        |          |                |                |                |                  |                |            |
| PGG-619             | 塔江   | 龍德造船 | 2019年5月24日  | 2019年11月14日 | 2020年12月15日 | 2021年7月27日    | 2021年9月9日   | 量產型首艦 |
| PGG-620             | 富江   | 龍德造船 | 2021年10月6日  |                | 2022年9月21日  | 2023年6月28日    | 2023年10月19日 |            |
| PGG-621             | 旭江   | 龍德造船 | 2021年12月28日 | 2022年3月31日  | 2023年2月16日  | 2024年2月6日     | 2024年5月      |            |
| PGG-623             | 武江   | 龍德造船 |                |                | 2023年6月28日  | 2024年3月1日     | 2024年5月      |            |
| PGG-625             | 安江   | 龍德造船 |                |                | 2023年10月16日 | 2024年3月26日    | 2024年7月3日   |            |
| PGG-626             | 萬江   | 龍德造船 |                |                | 2023年11月     | 2024年3月26日    | 2024年7月3日   |            |
| 量產艦 （第二批次） |        |          |                |                |                |                  |                |            |
| PGG-627             | 丹江   | 龍德造船 | 2024年         |                | 2025年7月2日   | 預計2026年上半年 |                |            |
| PGG-628             | 柳江   | 龍德造船 | 2024年         |                | 2025年8月7日   | 預計2026年上半年 |                |            |
| PGG-629             |        | 龍德造船 | 2024年         |                | 預計2026年3月  | 預計2026年下半年 |                |            |
| PGG-630             |        | 龍德造船 | 2024年         |                | 預計2026年3月  | 預計2026年下半年 |                |            |
| PGG-632             |        | 龍德造船 | 2024年         |                | 預計2026年6月  | 預計2026年年底前 |                |            |

## 圖集

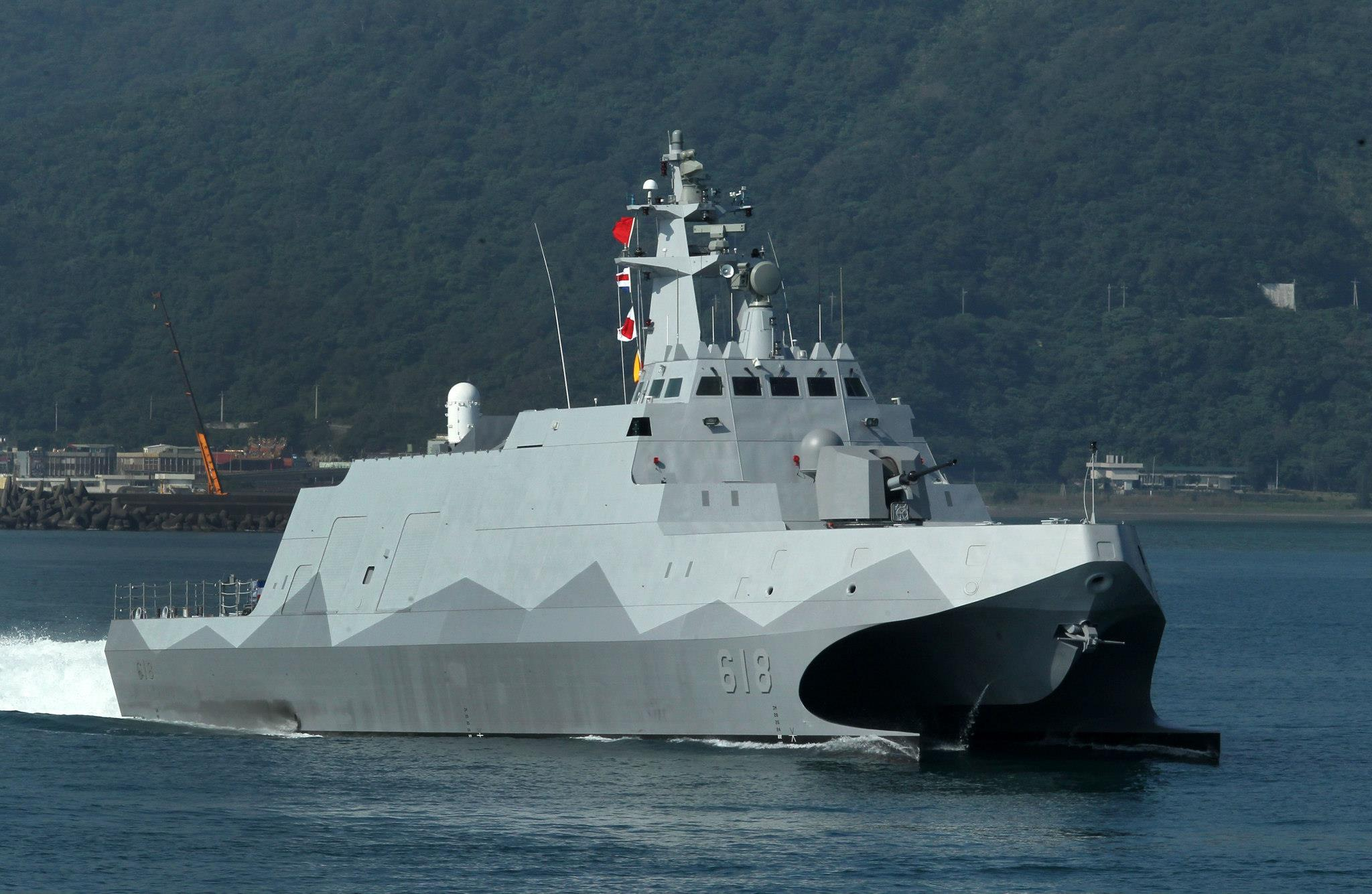
沱江軍艦（PGG-618）
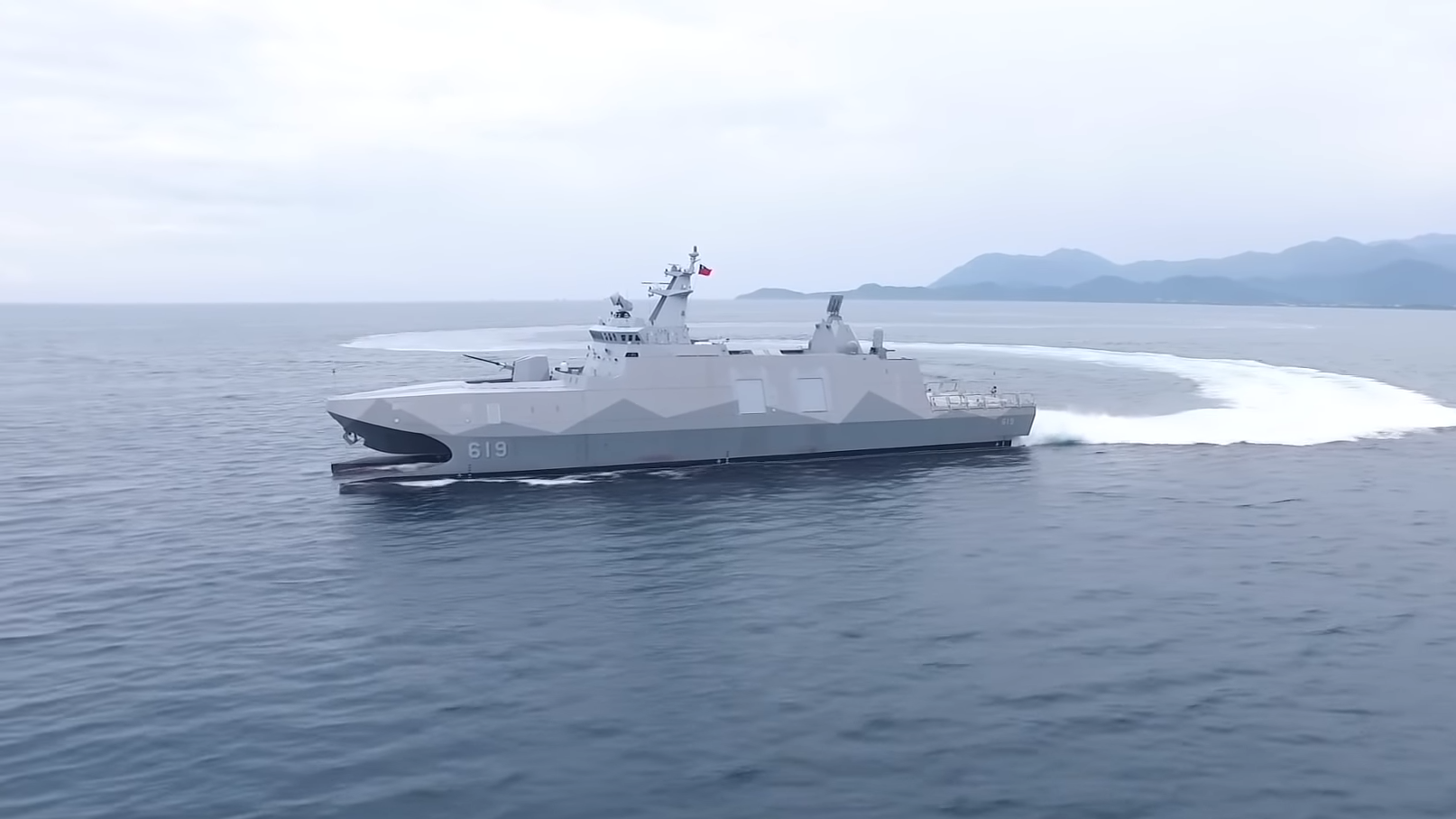
塔江軍艦（PGG-619）
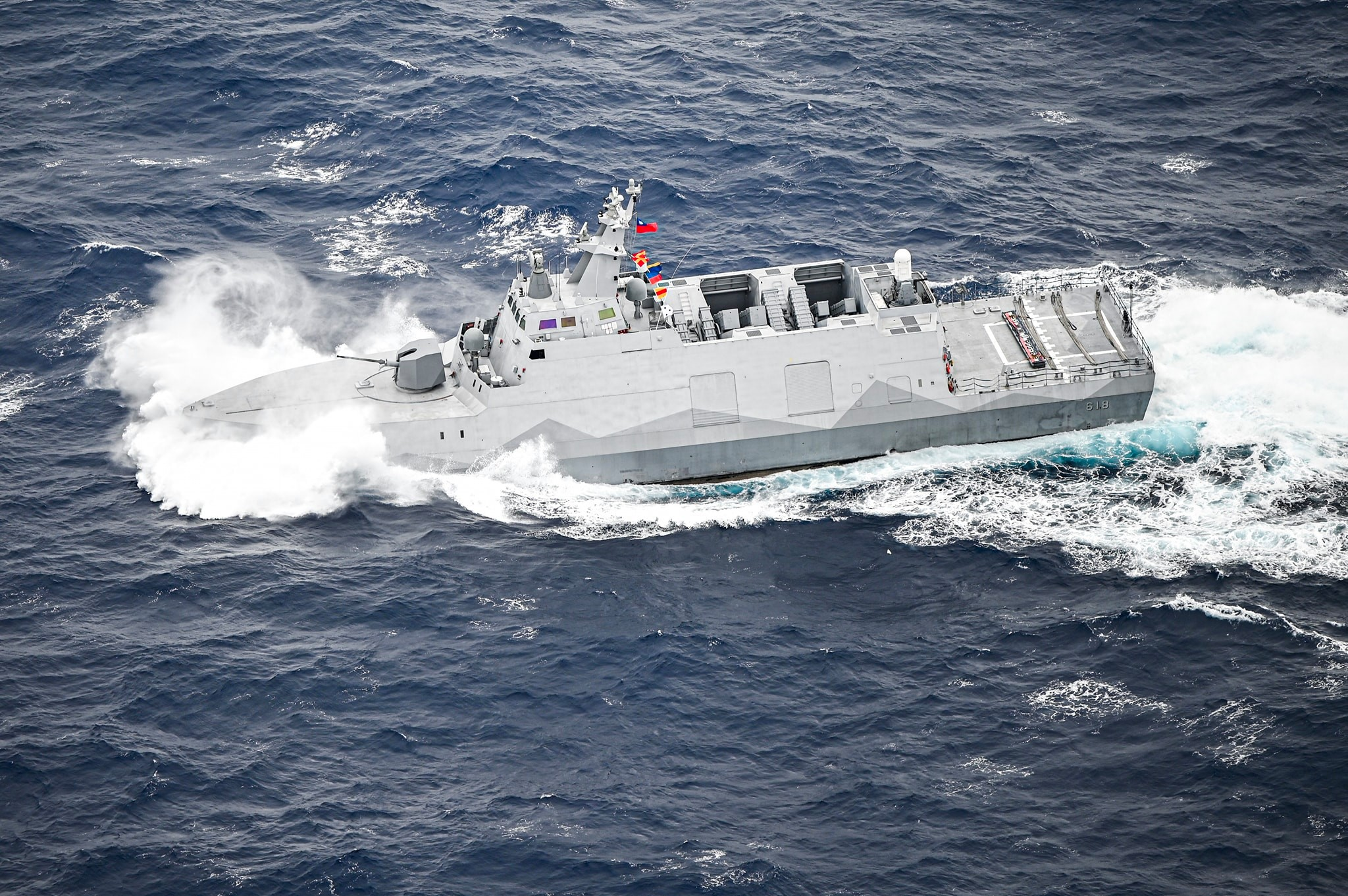
俯視沱江軍艦
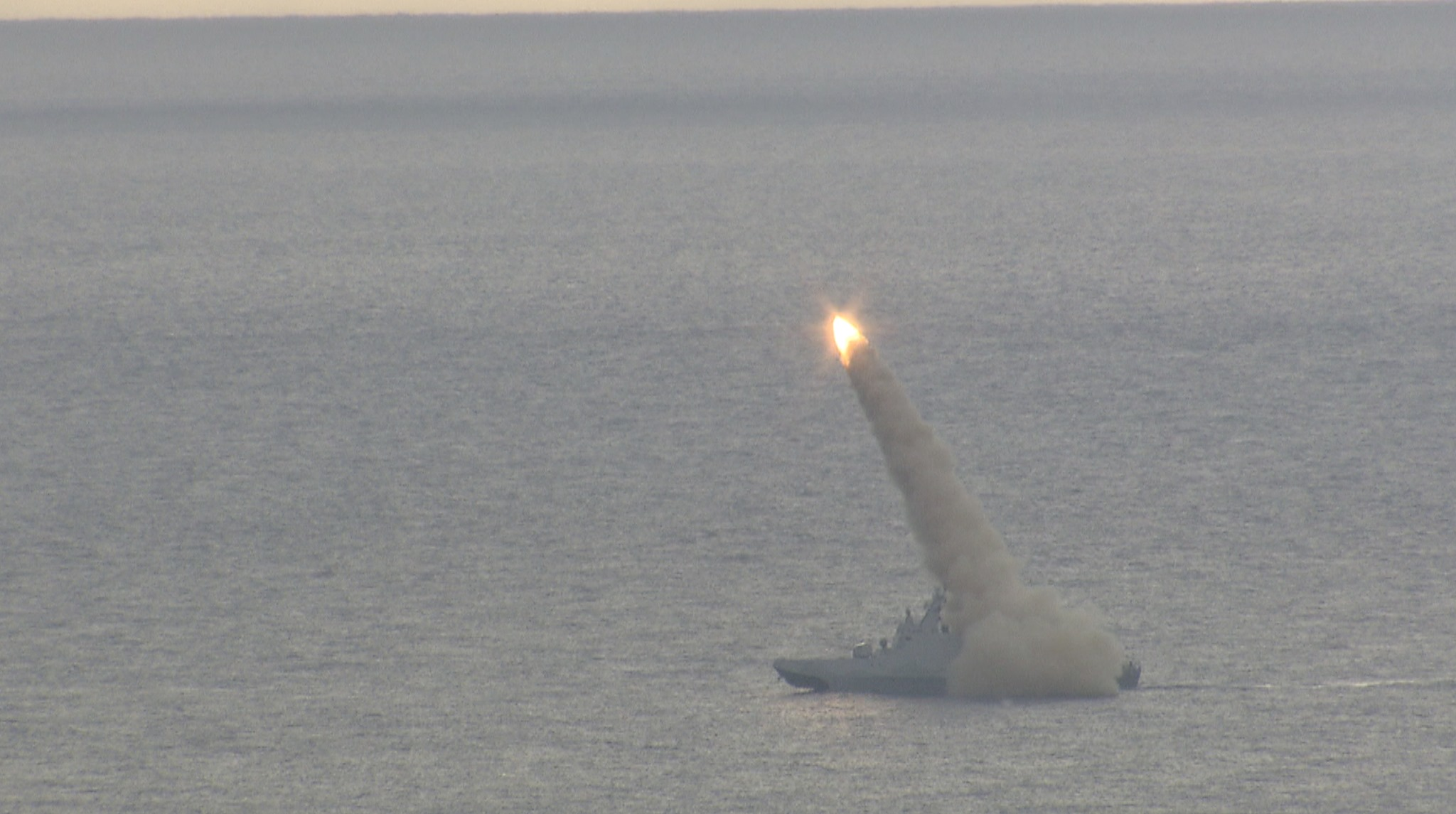
沱江軍艦發射雄風三型反艦飛彈
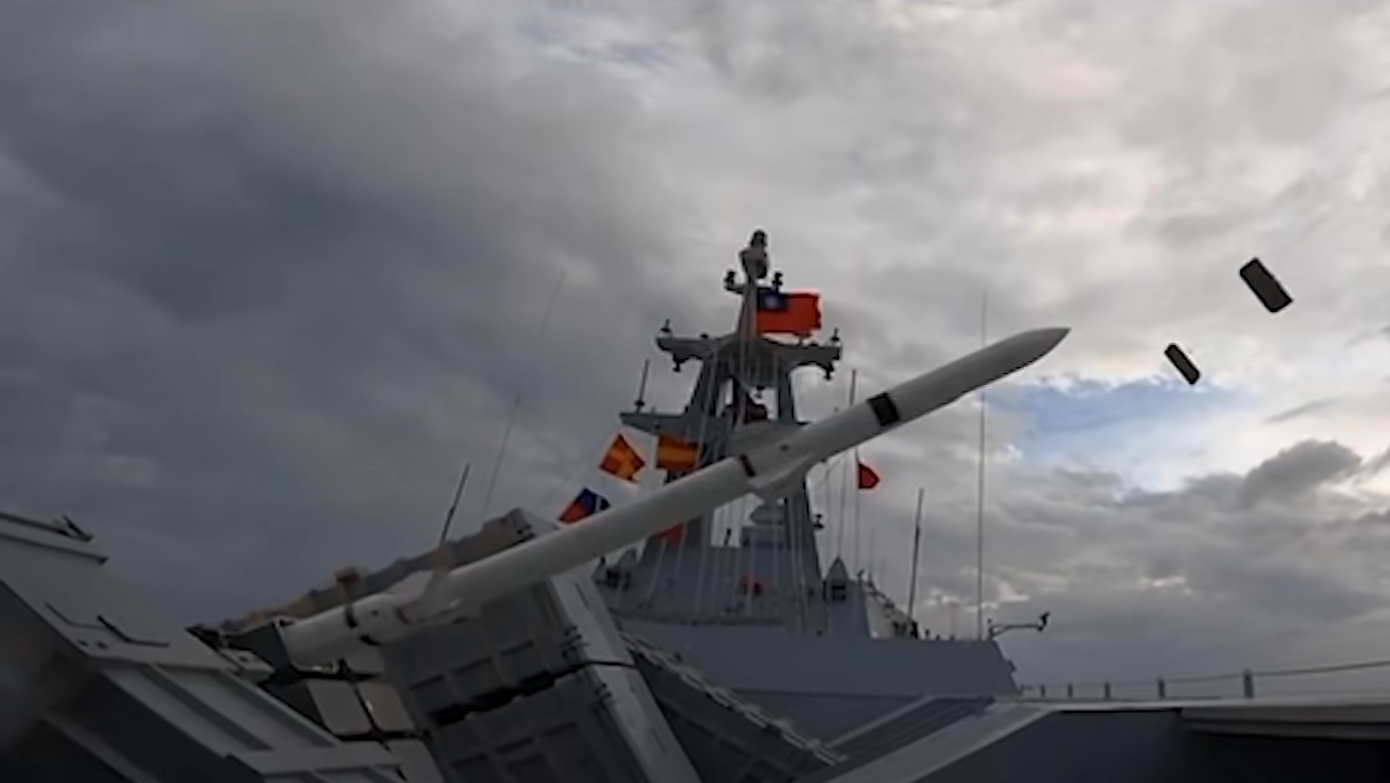
塔江軍艦發射海劍二型防空飛彈
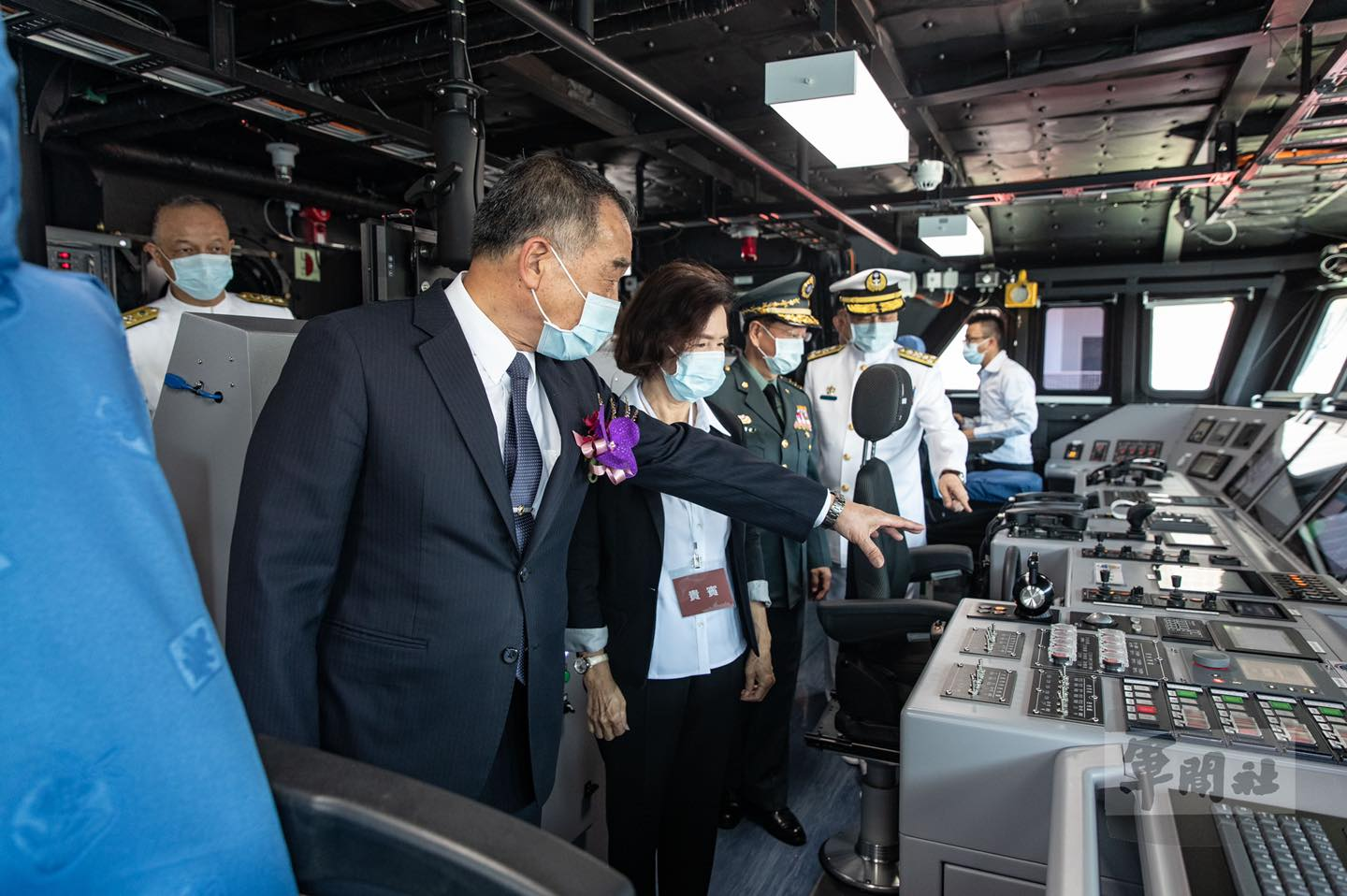
塔江軍艦駕駛台
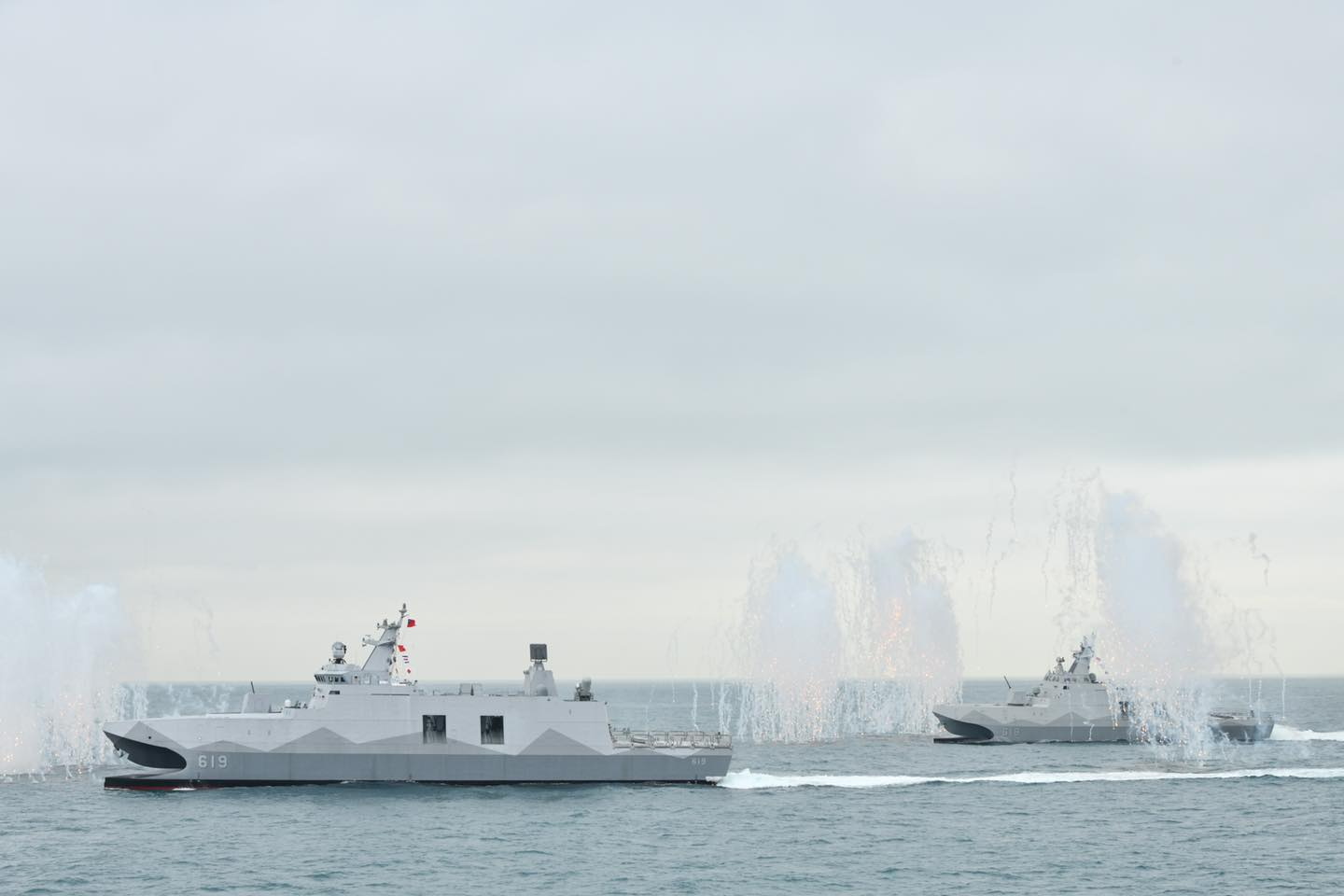
沱江軍艦及塔江軍艦發射T-MASS干擾彈